# Partia Federalistyczna

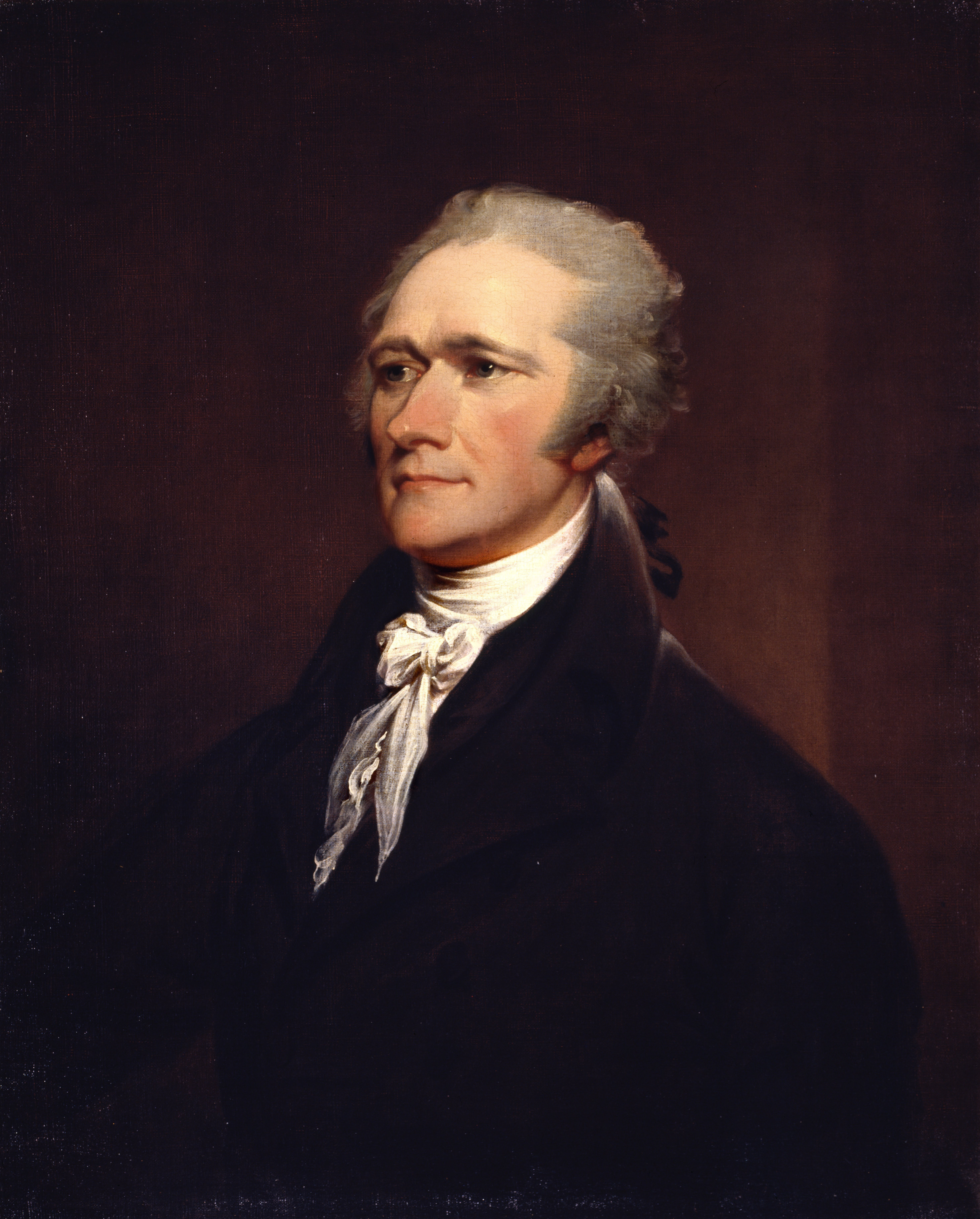
Alexander Hamilton, założyciel federalistów

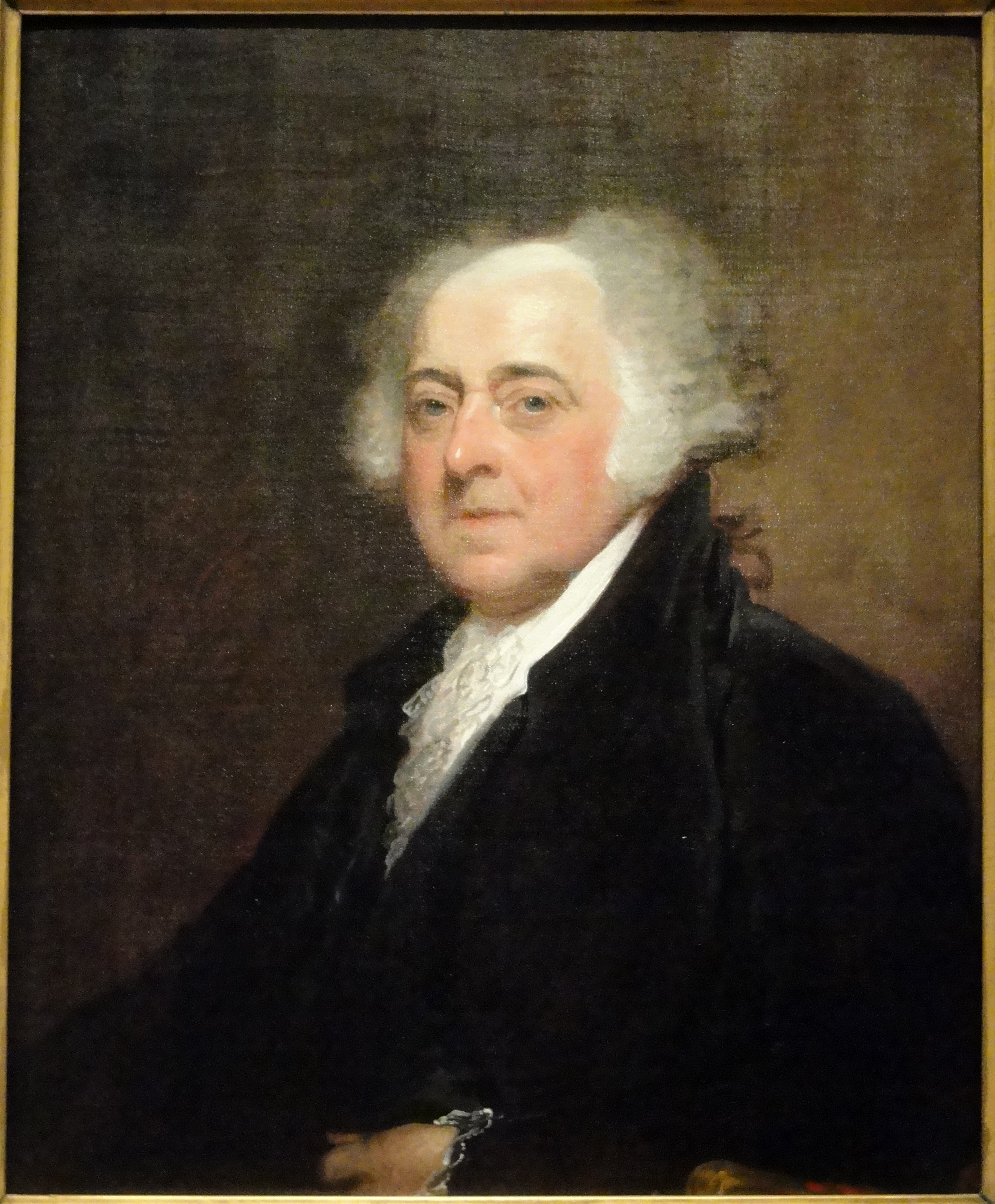
John Adams, prezydent z ramienia Partii Federalistycznej

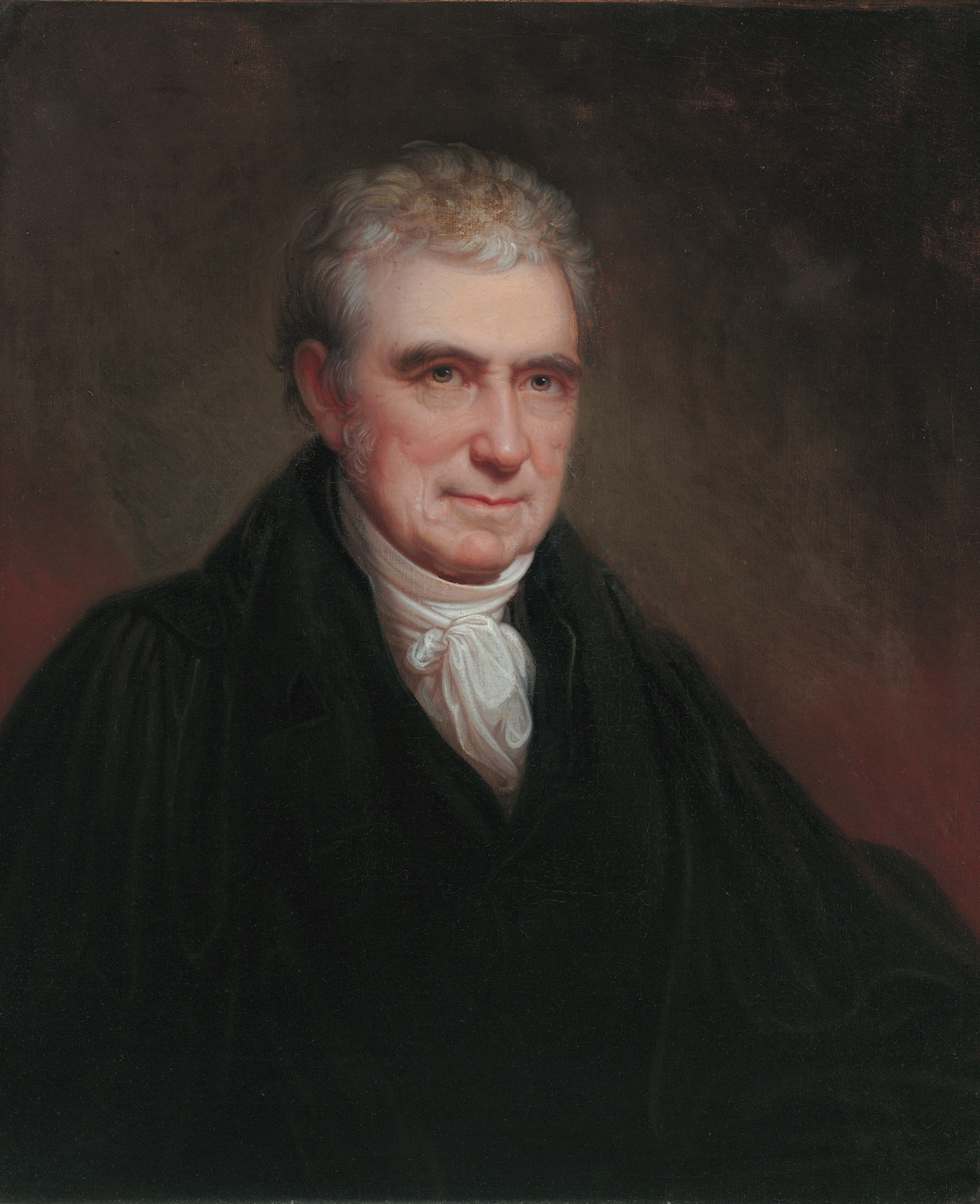
John Marshall, prezes Sądu Najwyższego, zwolennik Partii Federalistycznej

Partia Federalistyczna (ang. Federalist Party), w skrócie federaliści – partia polityczna istniejąca i działająca w Stanach Zjednoczonych w latach 1791–1820.

## Historia
Po amerykańskiej wojnie o niepodległość, Trzynaście kolonii zawiązało unię, która stopniowo przekształciła się jednolite państwo, na mocy, uchwalonej w 1787 roku, Konstytucji. Największymi wyzwaniami stojącymi przed krajem były: stanowienie prawa, sformułowanie rządu i zarządzanie budżetem. Termin federalista po raz pierwszy został użyty w 1787 roku i charakteryzował on zwolenników Konstytucji i scentralizowanego systemu rządzenia. Partie polityczne wówczas jeszcze nie istniały, lecz przywódcą frakcji był sekretarz skarbu w gabinecie Washingtona (który sam sympatyzował z federalistami), Alexander Hamilton. Głównymi tezami, które głosił dotyczyły przede wszystkim gospodarki: spłatę długu wojennego, przejęcie długów stanowych, uchwalenie ustawy o podatku akcyzowym, utworzenie banku centralnego i utrzymanie systemu taryf celnych. W zakresie polityki zagranicznej federaliści sympatyzowali z Wielką Brytanią. Początkowo frakcja nie miała żadnej opozycji, jednak pomysł powołania banku centralnego wyłonił frakcję antyfederalistów (zwanych później demokratycznymi republikanami). Formalnie Partia Federalistyczna uformowała się w 1791 roku.

## Działalność
Gdy George Washington powołał swój pierwszy gabinet, zaprosił do niego zarówno federalistów, jak i antyfederalistów. Pierwszą grupę, poza Hamiltonem, reprezentował sekretarz wojny Henry Knox. Ich działalność, zarówno w rządzie, jak i w Kongresie skupiała się głównie na polityce fiskalnej. Poza powołaniem banku centralnego, Hamilton postulował wprowadzenie ceł protekcyjnych, chroniących kształtujący się przemysł amerykański. Poparcie dla federalistów pochodziło wówczas głównie od kupców, elit finansowych i wielkoobszarowych plantatorów. Stanami, które na nich głosowały były głównie stany Nowej Anglii. Gdy w latach 90. XVIII wybuchła rewolucja francuska, a Francja wypowiedziała Wielkiej Brytanii wojnę, federaliści nie chcieli się wikłać w konflikt, choć byli nastawieni probrytyjsko. Po nałożeniu embarga, John Jay wynegocjował traktat handlowy pomiędzy Wielką Brytanią a USA, który był szeroko krytykowany przez antyfederalistów. Ratyfikacja traktatu stała się podstawą do uformowania opozycyjnej Partii Demokratyczno-Republikańskiej. Dwa lata później, w wyborach prezydenckich, zwyciężył John Adams, którego formalnie poparł ustępujący prezydent Washington. Ponownie zagłosowali na niego kupcy z Nowej Anglii i farmerzy z Karoliny Południowej. W czasie jego kadencji, najważniejszymi kwestiami były sprawy zagraniczne, zwłaszcza normalizacja stosunków z Francją, głównie po aferze XYZ z 1798 roku. Dzięki przewadze w Kongresie, federaliści uchwalili powołanie marynarki wojennej i podnieśli podatki. W tym okresie nastąpił też rozwój prasy, która miała walny wpływ na kolejne kampanie wyborcze. Jeszcze przed wyborami prezydenckimi w 1800 roku doszło do rozłamu, wynikającego z niechęci Hamiltona do Adamsa. Federaliści przegrali wybory, a prezydentem został lider demokratycznych republikanów Thomas Jefferson. W wyborach do Kongresu i legislatur stanowych, Partia Federalistyczna także ponosiła porażki. Ich sytuacja jeszcze się pogorszyła, gdy w 1804 roku, Alexander Hamilton zginął w wyniku pojedynku z ówczesnym wiceprezydentem Aaronem Burrem. W czasach prezydentury Jeffersona, sprzeciwiali się nałożeniu embargo w 1807 roku, a rok później popierali plan secesji Nowej Anglii. W 1812 roku zwołali konwencję w Hartford, podczas której mieli wybrać kandydata na prezydenta, a także określić swoje stanowisko w sprawie ewentualnej wojny z Wielką Brytanią. Ich kandydatem został DeWitt Clinton, a w kwestii konfliktu amerykańsko-brytyjskiego stanowczo opowiedzieli się za utrzymaniem pokoju. Po 1812 roku kontrolowali jeszcze legislatury stanowe Connecticut, Delaware, Marylandu i Massachusetts, a także mieli silną reprezentację w New Jersey, New Hampshire, Nowym Jorku i Rhode Island, jednak ich działalność na polu krajowym zmalała niemal do zera. W 1816 roku po raz ostatni wystawili własnego kandydata na prezydenta, którym został Rufus King. Partia zanikła w 1820 roku.
| Wybory prezydenckie | Kandydat                    | Głosy powszechne | Głosy elektorskie |
| ------------------- | --------------------------- | ---------------- | ----------------- |
| 1796                | John Adams                  | 35 726           | 71                |
| 1800                | John Adams                  | 25 952           | 65                |
| 1804                | Charles Cotesworth Pinckney | 38 919           | 14                |
| 1808                | Charles Cotesworth Pinckney | 62 431           | 47                |
| 1812                | DeWitt Clinton              | 132 781          | 89                |
| 1816                | Rufus King                  | 34 740           | 34                |

| Wybory do Izby Reprezentantów | Liczba mandatów |
| ----------------------------- | --------------- |
| 1788                          | 37              |
| 1790                          | 39              |
| 1792                          | 51              |
| 1794                          | 47              |
| 1796                          | 57              |
| 1798                          | 60              |
| 1800                          | 38              |
| 1802                          | 39              |
| 1804                          | 28              |
| 1806                          | 26              |
| 1808                          | 50              |
| 1810                          | 36              |
| 1812                          | 68              |
| 1814                          | 64              |
| 1816                          | 39              |
| 1818                          | 26              |
| 1820                          | 32              |

| Wybory do Senatu | Liczba mandatów |
| ---------------- | --------------- |
| 1788             | 18              |
| 1790             | 16              |
| 1792             | 16              |
| 1794             | 21              |
| 1796             | 22              |
| 1798             | 22              |
| 1800             | 15              |
| 1802             | 9               |
| 1804             | 7               |
| 1806             | 6               |
| 1808             | 7               |
| 1810             | 6               |
| 1812             | 8               |
| 1814             | 12              |
| 1816             | 12              |
| 1818             | 9               |
| 1820             | 4               |